# Affaire Brigitte Didier
 (janvier 2024).
Si vous disposez d'ouvrages ou d'articles de référence ou si vous connaissez des sites web de qualité traitant du thème abordé ici, merci de compléter l'article en donnant les références utiles à sa vérifiabilité et en les liant à la section « Notes et références ».
L'affaire Brigitte Didier désigne l'affaire judiciaire consécutive à l'assassinat de Brigitte Didier, à l’âge de 18 ans, le 20 décembre 1990. Elle est l'une des premières affaires criminelles de Suisse à avoir été élucidée grâce aux analyses des traces d'ADN.

## Faits et enquête
Le 20 décembre 1990, Brigitte Didier, aide en pharmacie de métier, se rend de Tavannes à Bienne pour un rendez-vous chez le dentiste. Elle est vue pour la dernière fois à proximité de la route de Reuchenette. Initialement, il est imaginé qu'elle est rentrée chez elle en faisant de l'auto-stop. Le 5 janvier, des enfants trouvent son corps sous le viaduc de l'autoroute A16. Les enquêteurs constatent qu'elle a été étranglée, violée et tuée à coups de couteau. Un couteau de 25 cm de long avec une lame de 12 cm est retrouvé non loin du corps,.
La police interroge plus de 400 personnes et promet une récompense de 25 000 francs, mais ce n'est que onze ans après le crime — grâce aux avancées techniques de la médecine légale et à de nouvelles bases légales — que des traces d'ADN présentes sous les ongles de la victime peuvent être analysées et leur propriétaire retrouvé.
Un premier suspect est arrêté à la fin de l'année 2001 et libéré après 60 jours de détention préventive, après avoir admis avoir eu une relation secrète avec Brigitte Didier et avoir eu des rapports sexuels avec elle la veille du crime.
La deuxième trace d'ADN permet d'identifier un homme condamné en 1999 à 15 ans de prison pour le meurtre d'un champion de body-building d'origine turque à Bienne en 1997. Il nie catégoriquement les faits. Une expertise psychiatrique révèle qu'il refoule probablement le meurtre de cet homme parce que cela contredit l'image qu'il a de lui-même. Il est condamné à la prison à vie dans l'affaire Didier. En 2006, la Cour suprême bernoise confirme la peine et estime que les traces d'ADN retrouvées sont suffisantes pour étayer la condamnation.
Le psychiatre médico-légal Frank Urbaniok, qui a fait l'expertise du suspect, n'a pas pu prouver chez lui de troubles de la personnalité ou de maladies psychiques. Il estime qu'il a une personnalité « psychopathe, violente et sexuellement déviante », avec un risque élevé de récidive.
En 2016, l'auteur demande que sa peine de prison soit commuée en une mesure thérapeutique institutionnelle. Cette procédure révèle que l'auteur du crime a certes suivi avec sincérité des offres thérapeutiques, mais qu'aucun progrès n'a été réalisé, car il ne se souvient absolument pas de l'acte et ne peut absolument pas classer les photographies du lieu du crime. La demande est donc rejetée,.